# Спасителят (филм, 2014)
 Тази статия е за филма от 2014 година.  За филма от 1998 година вижте Спасителят.  
„Спасителят“ (на арабски: المخلص) е игрален филм (драма), копродукция на Йордания и България от 2014 година на режисьора Робърт Саво по сценарий на Филип Дор. Оператор е Емил Топузов. Музиката във филма е композирана от Талал Абу-Алрагеб.
Филмът е заснет в Йордания и България.

## Актьорски състав
| Роля                               | Изпълнител           |
| ---------------------------------- | -------------------- |
| Лука/ разказвач                    | Юсуф Абу-Уарда       |
| Ирод                               | Мохамад Бакри        |
| Юда Искариотски                    | Ашраф Бархом         |
| Елисавета                          | Абеер Иса            |
| Иисус                              | Сридей Джабарин      |
| български артисти                  |                      |
| гъркът                             | Калин Яворов         |
| Матей                              | Стефан А. Щерев      |
| Юда Яковов                         | Илия Атанасов        |
| Вартоломей                         | Даниел Пеев          |
| Яков Алфеев                        | Стефан Роглев        |
| зилотът Симон                      | Цветомир Ангелов     |
| Филип                              | Филип Гуляшки        |
| Янус                               | Андон Райчев         |
| слуга                              | Веселин Мезеклиев    |
| равинът при обрязването на Христос | Георги Кръстев       |
| бебето Иисус                       | Никола Костов        |
| Канаан                             | Тони Карабашев       |
| Тома                               | Стефан Спасов        |
| младият възкръснал                 | Денис Атанасов       |
| Йоана                              | Рада Велинова        |
| робиня                             | Мария Сотирова       |
| братовчед на Малхус                | Стоян Пепеланов      |
| убиецът Варава                     | Владислав Владимиров |
| войник №1 от римския легион        | Мирослав Андонов     |
| мъж на портата                     | Георги Панайотов     |
| Симон от Сирения                   | Стоян Цветков        |
| крадец от кръста №2                | Бисер Маринов        |
| Мария, майката на Яков             | Людмила Димчева      |
| жена в тълпата                     | Диана Енчева         |